# 19. pehotna divizija (Avstro-Ogrska)
19. pehotna divizija (izvirno nemško 19. Infanterie-Division oz. nemško 19. Infanterietruppendivision) je bila pehotna divizija avstro-ogrske kopenske vojske, ki je bila aktivna med prvo svetovno vojno.

## Organizacija
Maj 1941
- 37. pehotna brigada
- 38. pehotna brigada
- 22. poljskotopniški polk
- 24. poljskotopniški polk

## Poveljstvo
Poveljniki (Kommandanten)
- Karl Lukas: avgust - december 1914
- Richard Mayer: januar - september 1915
- Eduard Böltz: september 1915 - avgust 1917
- Wilhelm von Elmar: avgust 1917 - november 1918